# Joaquim Câmara Ferreira
Joaquim Câmara Ferreira (Jaboticabal - São Paulo, 5 de setembro de 1913 - São Paulo, 23 de outubro de 1970), também conhecido como "Comandante Toledo", foi um militante e dirigente comunista brasileiro, integrante do Partido Comunista Brasileiro (PCB). Comandante Ação Libertadora Nacional (ALN), atuou na luta armada contra a ditadura militar brasileira, instalada no país em 1964.
Neste período do regime militar, tornou-se mais conhecido por ser um dos comandantes do sequestro e cárcere privado do embaixador norte-americano no Brasil, Charles Burke Elbrick, em setembro de 1969. Foi torturado e morto em 20 de outubro de 1970 pela equipe do Destacamento de Operações de Informação - Centro de Operações de Defesa Interna (DOI-CODI), chefiada pelo delegado Sérgio Fleury.

## Carreira Política
Câmara entrou para o PCB (Partido Comunista do Brasil) em 1933, aos 20 anos e, por exercer a profissão de jornalista, dirigiu jornais do Partido, como o "Hoje". Além disso, também foi tradutor da France Press. Em 1937, entrou na clandestinidade depois do golpe do governo Getúlio Vargas. Preso durante o Estado Novo, passou a ser conhecido por não ter unhas nas mãos, por conta das torturas sofridas.
Com o restabelecimento da democracia no país, em 1946, elegeu-se vereador em Jaboticabal, cidade localizada no interior de São Paulo, mas com a cassação do registro do PCB no ano seguinte, perdeu o mandato. Na clandestinidade, em 1948 viajou para a União Soviética para se aprofundar no estudo de políticas marxistas.
Em 1964 foi preso depois de proferir palestra para operários em São Bernardo do Campo, sendo solto pouco tempo depois, quando voltou à clandestinidade, sendo condenado à revelia a dois anos de prisão. Em 1967, junto com Carlos Marighella, deixou o PCB por discordar da linha de ação pacífica do Partido e ambos fundaram a Ação Libertadora Nacional, organização de militantes destinada a combater a ditadura militar de armas na mão. Nos anos que se passaram, foi preso e torturado pelo Departamento de Ordem Política e Social (Dops). Como métodos de torturas foram usados pau de arara, palmatória, afogamentos e farpas de bambu embaixo das unhas.
Por estar vivendo na clandestinidade, usou, neste período os codinomes "Toledo" e 'Velho'. Em setembro de 1969, atuou como comandante político do sequestro do embaixador Elbrick, que levou a libertação de quinze presos políticos, realizado no Rio de Janeiro, estrategicamente na Semana da Pátria.
Fugiu para o exterior no mesmo momento em que as forças de segurança procuravam os sequestradores, busca que culminou na morte de Marighella, seu braço direito. Em novembro do mesmo ano, voltou ao Brasil via Cuba - momento no qual concedeu entrevista à Rádio Havana, dissertando sobre os princípios revolucionários de Marighella para assumir o comando geral da ALN, maior organização da esquerda armada do Brasil, dando continuidade à reestruturação do grupo e recebendo os guerrilheiros que ainda estavam em Cuba para, juntos, implantarem uma guerrilha rural rumo à uma ditadura revolucionária comunista, pautado na experiência cubana e chinesa.

O jornalista Juca Kfouri, que conheceu Câmara, falou que não estaria vivo se ele não o tivesse liberado de um compromisso.
Provavelmente não estaria vivo se Joaquim Câmara Ferreira não tivesse me liberado de um compromisso
Kfouri pretendia entrar no CPOR (Centro de Preparação de Oficiais da Reserva), no qual se alistou como voluntário na arma da Infantaria para "aprender a ser guerrilheiro". O jornalista disse que foi Câmara que o aconselhou a não seguir esse caminho (Juca era motorista e às vezes levava mantimentos para o esconderijo do militante). Segundo Juca, Ferreira disse que ele "não deveria querer resolver os problemas dos outros antes de resolver os seus". Juca acredita que Joaquim sabia que a Ação Libertadora Nacional estava por um fim e não compensaria sacrificar outro jovem. "E aqui estou. Unido às homenagens que serão prestadas a este grande brasileiro por quem tenho eterna gratidão", revelou Juca Kfouri.

## Morte
Preso na noite de 23 de outubro de 1970, na avenida Lavandisca, no bairro de Indianópolis, na capital paulistana, pela equipe do delegado Sérgio Fleury, foi levado a um sítio, chamado "31 de março". No local, que ficava nas proximidades da cidade, foi torturado e acabou não resistindo às condições que foi submetido. Joaquim foi enterrado pela família no Cemitério da Consolação, em São Paulo. Em sua homenagem, seu nome hoje batiza ruas e avenidas em São Paulo, Recife e Rio de Janeiro.
Maria de Lourdes Rego Melo, presa política, é testemunha de que Joaquim Câmara Ferreira estava vivo quando foi preso e que morreu em decorrência das torturas sofridas.

## Honrarias post mortem
Joaquim Câmara Ferreira foi anistiado em outubro de 2010, durante evento da Caravana da Anistia, realizado no antigo prédio do DOPS-SP (Departamento de Ordem Política e Social), hoje transformado em Memorial da Resistência. A Comissão de Anistia o declarou como "o jornalista e combatente herói do povo brasileiro". A Câmara de Vereadores de São Paulo também se pronunciou, concedendo ao militante o título de cidadão paulistano "in memoriam".
Câmara deixou dois filhos, Denise Fraenkel-Kose e Roberto Cardieri Câmara Ferreira, que receberam o "Diploma de Gratidão" e a "Medalha Anchieta" em nome do pai.

## Na cultura popular
- No filme O Que É Isso, Companheiro? foi interpretado por Nelson Dantas.
- No filme Marighella (2021) foi interpretado por Luiz Carlos Vasconcelos.